# Рангве
Рангве (суах. Rungwe,англ. Rungwe) — стратовулкан, який знаходиться в стані спокою, є другим за величиною піком в області Мбея і по всій Південній Танзанії Він розташований в 54 км на північний захід від озера Ньяса в перетині між східним і західним напрямком великої рифтової долини. Ці південні нагір'я розташовані вздовж частини Великої рифтової долини — де зустрічаються Африканьська і Сомалійська тектонічні плити. Їх повільний рух призвів до утворення великого скиду і ряду гірських і вулканічних утворень. Ці структури створюються завдяки сильному збільшенню підземного тиску в процесі формування розлому.

## Параметри
Вважається, що вулкан був сформований 2,5 млн років тому складається з більш ніж 10 куполів і вибухових кратерів, деякі з яких утворюють кратерні озера Він піднімається на 14 км вище маленького містечка Тукую і на 2956 м над рівнем моря. в основному, гора розташована на ділянці площею 45 000 га.

## Геологія
На вершині є велика кальдера довжиною 4 км, цілісність якої знаходиться під загрозою в північно-західній її частині. Горбиста територія, що складається з лави сміття і відкладеннь, які утворилися в результаті розпаду кратера, простягається на 20 кілометрів уздовж західних схилів вулкана і його околицях. Трахітама цієї кальдери заповнена в основному молодим куполом і конусів пемзи, які покриті рідкісною рослинністюб
Такі купола і конуси спостерігаються на південних і північних схилах вулкана. Велика площа на північно-західній стороні покрита потоками лави і базальтом. Є вулканічних утворення, які з'явилися в результаті вибухів в час Голоцену.
Найпотужніше вибухове виверження вулкана Рунгве сталося близько 4000 років тому, а останнє — близько 1200. Останні виливання лави сталося 300 років тому.

## Сучасна активність
20 грудня 2009 року землетрус магнітудою 6,0 балів за шкалою Ріхтера стрясає місто  Каронга в Малаві в 90 км на південний схід від вулкана. В результаті, пошкоджені школи і житлові будівлі, поліцейські дільниці, центри здоров'я і бурові свердловини. Сотні людей залишаються без даху над головою одна людина загинула.
З того часу відбувалася слабкша або сильніша сейсмічна активність в районі вулкана. У північних районах провінції Каронга було, що найменше, 30 випадків активності різної інтенсивності. Відомо, щонайменше, що 180 людей отримали поранення, 4 смертельні випадки і постраждала близько 145000 чоловік. Це найбільші землетрусу в районі з 1966 року. Проте немає ніяких доказів того, що землетруси пов'язані з діяльністю Рангве.

## Клімат
Вулкан Рангве знаходиться на території, в якій існує два сезони — сухий з липня по березень і дощовий. Річна кількість опадів на південних схилах вулкана досягає до 3000 мм, що є найвищим значенням для території Танзанії.

## Вода
Вулкан є важливим водозборм для оточуючих поселень Кьюіра до Катумба, Тукую і Кандета і всіх невеликих поселень навколо них. Його води зрошують важливий сільськогосподарський район Кіль.
Всі річки, що починаються на його схилах, впадають в озеро Малаві. Струмки з північних, західних і південно-західних схилів течуть в річку Кюіра. Також важливі річки Марогала, Сініні, Кіпоке, Кіласі и Мулагала. З південних схилів беруть початок річки Мбаке і Сума, які знову впадають в Кюіру і на схід від Мрамбо і Муатісі і протікають через заповідник.

## Флора
Вулкан є домівкою для широких популяцій ендемічних, хребетних, безхребетних тварин та багатьох видів рослин Рангве і навколишні землі оголошені лісовим заповідником в 1949 році, який охоплює 135 км2 і закінчується на східних схилах в межах національного парку Кітуло.
Флора характеризується тропічними гірськими і високогірними лісами і полями.
Найбільш типові види дерев в лісовому заповіднику Aphloia theiformis, Ficalhoa laurifolia, Maesa lanceolat, Trichocladus ellipticus, Albizia gummifera і Bersama abyssinica. У деяких частинах гори має великі бамбукові плантації і чайні плантації
За останні 15 років на височині спостерігається розширення хвойних виду Pinus patula. Вона швидко розростається і охоплює відкриті області на високих частинах гори. Густе гілля і товстий шар хвої на землі руйнують низьку рослинність під ними. Хоча цей сорт деревини цінний як дерево і паливо, вона займає області, які є важливими для проживання деяких видів і розростання дерев розглядається як негативне.
Пасовища і ліси на схилах Рангве представляють собою сучасні місця проживання зникаючих видів птахів, але землі сільськогосподарського призначення підходять до них все ближче, особливо у віддалених районах, і знищили деякі з них.

На схилах вулкана ростуть понад 530 видів орхідей.

## Населення
Вулкан має економічне і релігійне значення для місцевих племен уасафуа, уанякюса, уакинга і уандалі, несе значний туристичний потенціал. Гора є місцем для молитви і відповідно до вірувань місцевих народів приносить зцілення хворих.

## Туризм
Гора не дуже популярна серед туристів щоб піднятися на вершину треба витрати близько 4-5 годин. Є два основні шляхи підйому, які проходять через кілька гірських районів. Найпростіший спосіб, піднятися з північного боку між Ізонголе і Ндала і пройти повз кратер Шіуага. Набагато важче піднятися на західну сторону, початком маршруту є село Рангве. Найсприятливіший час для таких поїздок у вересні або жовтні, коли там менша ймовірність опадів.